# Marathon Rotterdam 1983
De Marathon Rotterdam 1983 werd gelopen op zaterdag 9 april 1983. Het was de derde editie van deze marathon.
De Australiër Robert de Castella kwam bij de mannen als eerste over de streep in 2:08.37, slechts negentien seconden verwijderd van zijn wereldrecord uit 1981. De Portugese Rosa Mota won bij de vrouwen in 2:32.27.
In totaal finishten 276 marathonlopers.

## Uitslagen

### Mannen
| rang   | naam                | land | tijd    |
| ------ | ------------------- | ---- | ------- |
| Goud   | Robert de Castella  | AUS  | 2:08.37 |
| Zilver | Carlos Lopes        | POR  | 2:08.39 |
| Brons  | Rodolfo Gómez       | MEX  | 2:09.25 |
| 4      | Armand Parmentier   | BEL  | 2:09.57 |
| 5      | Alberto Salazar     | USA  | 2:10.08 |
| 6      | Jose Gomez          | MEX  | 2:12.27 |
| 7      | Cor Lambregts       | NED  | 2:12.40 |
| 8      | Peter Rusman        | NED  | 2:16.23 |
| 9      | Graham Clews        | AUS  | 2:17.00 |
| 10     | Eberhard Weyel      | GER  | 2:17.08 |
| 11     | Elisio Rios         | POR  | 2:19.10 |
| 12     | Gerrit van Essen    | NED  | 2:19.26 |
| 13     | Ron Jansen          | NED  | 2:20.35 |
| 14     | Henk van Hoek       | NED  | 2:22.12 |
| 15     | Piet van Alphen     | NED  | 2:22.14 |
| 16     | Marius de Snaijer   | NED  | 2:24.39 |
| 17     | Gerard Nijboer      | NED  | 2:25.23 |
| 18     | Dick van Santen     | NED  | 2:26.02 |
| 19     | Richard Vollenbroek | NED  | 2:26.18 |
| 20     | Johny Poppe         | BEL  | 2:26.22 |

### Vrouwen
| rang   | naam            | land | tijd    |
| ------ | --------------- | ---- | ------- |
| Goud   | Rosa Mota       | POR  | 2:32.27 |
| Zilver | Trijnie Smeenge | NED  | 2:48.12 |
| Brons  | Annie Rindt     | NED  | 2:53.10 |
| 4      | Grietje Hooisma | NED  | 3:05.58 |

1981 ·
1982 ·
1983 ·
1984 ·
1985 ·
1986 ·
1987 ·
1988 ·
1989 ·
1990 ·
1991 ·
1992 ·
1993 ·
1994 ·
1995 ·
1996 ·
1997 ·
1998 ·
1999 ·
2000 ·
2001 ·
2002 ·
2003 ·
2004 ·
2005 ·
2006 ·
2007 ·
2008 ·
2009 ·
2010 ·
2011 ·
2012 ·
2013 ·
2014 ·
2015 ·
2016 ·
2017 ·
2018 ·
2019 ·
2020 ·
2021 ·
2022 ·
2023 ·
2024